# 遇見你 (電影)
《遇见你》（原名：《在最好的时光遇见你》），為落落执导的青春愛情電影，於2022年8月4日七夕節在中国大陆院線上映。由李汶翰、徐若晗领衔主演，王博文、高秋梓出演，爱奇艺影业（北京）有限公司、厦门恒业影业有限公司出品。
該片講述了周灿和余骄阳從校園相遇到相伴成長的愛情長跑故事，详情见剧情简介。

## 劇情簡介
該片講述了周灿和余骄阳從校園相遇到相伴成長的愛情長跑故事。
故事从遇见初恋开始，一直被同学嘲笑为“垃圾桶”的余骄阳遇见了她青春里的“白月光”周灿。在“灿烂骄阳”八年的爱情长跑里，时间定格下二人幸福甜蜜的恋爱生活点滴；余骄阳大胆去爱，从未后悔，一直在为他们的未来不懈努力着，只是为了某一天，自己可以成为周灿的新娘。终于，周灿结婚的那天，余骄阳如约出现……

## 演员列表

### 主要人物
| 演员   | 角色   | 介绍 |
| 李汶翰 | 周灿   | 转校生。他在父母的影响下，必须回到大城市过精英生活的这个念头在他处心里逐渐成型。童年时最大的兴趣是绘画，可父母总让他以学业为重，是余骄阳让他重拾了这个爱好，他的个人意识在余骄阳的故励和帮助下缓步成长。           |
| 徐若晗 | 余骄阳 | 胆大开朗的大学生，没心没肺却恐惧孤独。她在最美好的青春里，遇到了自己最想要勇敢去爱的男孩周灿，她就像一束骄阳一般，热烈地照进了周灿的生命里。她一直渴望与周灿淡一场不分手的恋爱，在她的心中周灿永远是她的第一原则。 |
| 王博文 | 宇文海 | |
| 高秋梓 | 李玉锦 | |

### 其他人物
| 演员   | 角色     |
| 柯藍   | 周母     |
| 陈天明 | 大飞     |
| 连凯   | 周父     |
| 谭凯   | 黄谅一   |
| 傅淼   | 孙总     |
| 苇青   | 外婆     |
| 李萍   | 教导主任 |
| 郭佳伊 | 林姐     |
| 李东恒 | 老北     |
| 黄子琪 | 钱沛     |
| 王水林 | 小何     |
| 李殿尊 | 胡春杨   |

## 電影歌曲
主题曲：《再不见》- 王靖雯
推广曲：《遇见你》- 李汶翰

## 製作與發行
- 2020年11月26日，第33届中国电影金鸡奖盛会期间，恒业影业在福建省廈門市举办了“持恒心·立恒业”—— 2021年度主题战略发布会。 发布会现场，恒业影业展示了2021年度最新项目片单，爱情催泪电影《在最好的时光遇见你》[1]名列其中。[2]
- 2021年5月1日，在福建省廈門市開機[3]。
- 2022年3月11日，发布“有幸遇见”Plog预告及“定格”海报，宣布定档5月1日在 中国大陸院線上映。[4]
- 2022年3月15日， 发布“初遇爱”剧照。[5]
- 2022年3月18日，发布“夏日初吻”海报及“爱的曝光”剧照。[6]
- 2022年4月24日，宣佈因疫情緣故延期上映。[7]
- 2022年5月19日，发布“明明相爱”版定档预告片[8]及“珍惜相遇”版定档海报[9]，官宣于8月4日七夕節在 中国大陸院線上映。[10]
- 2022年5月21日，发布一组“be进度条”版海报[11]。
- 2022年7月4日，发布由李汶翰演唱的同名推广曲《遇见你》[12]及“七夕遇见”版海报[13]。
- 2022年7月12日，发布“爱有没有遗憾”版预告[14]及“爱有没有遗憾”版海报[15]。
- 2022年7月18日，发布“越爱越痛”特辑短片[16]。
- 2022年7月20日，发布“爱而不得”预告海报[17]，并正式开启预售。
- 2022年7月22日，发布“现代爱情故事”素人情感特辑。
- 2022年7月26日，发布由王靖雯演唱的主题曲《再不见》 （页面存档备份，存于）[18]和MV （页面存档备份，存于）[19]。
- 2022年7月27日，发布“分手的痛”特辑。
- 2022年7月，在常州路演。
- 2022年7月29日，发布一支“痛不遗憾”特辑。
- 2022年12月9日，越南买剧版权，读越南画外音。该剧每周每天13:00播出在VTV1。